# 2302 Florya
2302 Florya este un asteroid din centura principală, descoperit pe 2 octombrie 1972 de Nikolai Kurocikin.